# ويليام جاكسون (محامي)
ويليام جاكسون (بالإنجليزية: William Jackson)‏ هو محامي أمريكي، ولد في 9 مارس 1759 في كومبرلاند ‏ في المملكة المتحدة، وتوفي في 17 ديسمبر 1828 في فيلادلفيا في الولايات المتحدة.